# رغل سوري
رغل سوري أو رغل أبيض الفروع (الاسم العلمي: Atriplex leucoclada) هي نوع نباتي يتبع جنس الرغل من الفصيلة القطيفية.

## تسميات
رغل سوري, رغل أبيض الفروع, رغل لامع, رغل تركماني.